# Jakub Szmatuła
Jakub Szmatuła (ur. 22 marca 1981 w Poznaniu) – polski piłkarz, który występował na pozycji bramkarza. Większość swojej kariery spędził w Piaście Gliwice. 

## Kariera klubowa
Jakub Szmatuła w sezonie 2018/19 wywalczył z Piastem Gliwice tytuł mistrza Polski. Wcześniej, w sezonie 2015/2016, razem z Piastem, zdobył wicemistrzostwo Polski; swoimi interwencjami istotnie przyczynił się do dobrego wyniku klubu, za co 16 maja 2016 roku podczas Gali Ekstraklasy został nagrodzony tytułem "Najlepszy Bramkarz Sezonu". 14 razy zachował czyste konto, co było najlepszym wynikiem sezonu 2015/2016 Ekstraklasy. Szmatuła został również wybrany do "jedenastki sezonu 2015/16" według portalu Wirtualna Polska SportoweFakty.
15 października 2016 roku, przed derbowym starciem Piasta Gliwice z Ruchem Chorzów przedstawiciele katowickiego "Sportu" wręczyli Jakubowi Szmatule "Złote Buty" za zwycięstwo w klasyfikacji na najlepszego zawodnika w sezonie 2015/16. Bramkarz Piasta otrzymał dodatkowo symboliczną pierwszą stronę dziennika, upamiętniającą jego triumf w tym rankingu.
Jakub Szmatuła był także jedynym zawodnikiem, który w sezonie 2015/16 Ekstraklasy wystąpił od pierwszej do ostatniej minuty w każdym z 37 meczów (3330 minut gry). Bramkarz Piasta Gliwice jest dopiero drugim piłkarzem, który tego dokonał, od wprowadzenia reformy, w wyniku której kluby rozgrywały 37 meczów w sezonie. Pomiędzy sezonami 2019/2020 a 2021/2022 Szmatuła nie zagrał żadnego ligowego meczu dla Piasta. 
27 maja 2023 rozegrał ostatni mecz w karierze – występując przez 1 minutę meczu 37. kolejki Ekstraklasy przeciwko Lechii Gdańsk, zanim został zmieniony przez Františka Placha; Szmatuła został drugim najstarszym zawodnikiem, który wystąpił w tejże lidze, mając 42 lata i 66 dni.

## Kariera trenerska
W grudniu 2022 został asystentem trenera bramkarzy w Piaście Gliwice.

## Sukcesy

### Piast Gliwice
- Mistrzostwo Polski: 2018/2019
- Wicemistrzostwo Polski: 2015/2016

### Indywidualne
- Najlepszy Bramkarz Sezonu 2015/2016
- zwycięzca klasyfikacji "Złote Buty" redakcji katowickiego Sportu w kategorii najlepszy zawodnik ekstraklasy sezonu 2015/2016